# Административна подјела Авганистана
Авганистан је подјељен у три нижа нивоа власти, и то на:
1. Провинције Авганистана
2. Окрузи Авганистана
3. Субдистрикти Авганистана

Уједињене нације тренутно спроводе своју мисију на простору Авганистана и у ту сврху такође имају своју подјелу земље на регије:
- УН регије Авганистана

- Мапа Авганистана са називима провинција
- Празна (бјанко) мапа Авганистана са границама провинција (црвено) и округа (сиво)

Прва подјела се односи на провинције. Авганистан има укупно 34 провинција (или вилајета) и свака провинција има свој административни центар и провинцијску (покрајинску) администрацију. Администрацију у главном граду Кабулу као и градоначелника, именује предсједник Авганистана.
Провинције су даље подјељени на око 398 мањих провинцијских округа,  од којих сваки покрива неки град са околним селима. Сваки округ има свог окружног гувернера.
Најнижи ниво власти су субдистрикти. Они обухватају власт над неким дијелом града или селом. Има их неколико хиљада.